# Philoxenos von Kythera
Philoxenos von Kythera (altgriechisch Φιλόξενος, * um 435 v. Chr. auf der Insel Kythera; † 380 v. Chr. in Ephesos) war ein griechischer Dithyrambendichter. Er kam als Kriegsgefangener in den Besitz des Musikers Melanippides von Melos, der ihn ausbildete und freiließ. In der klassischen Literatur wird eine Figur namens Philoxenos von Leukas anekdotenhaft als „Schmarotzer“ und „Parasit“ beschrieben, dessen Identität mit Philoxenos von Kythira ist jedoch nicht belegt. Gleichwohl wurden beide Personen und ein weiterer Philoxenos in Schriften der Antike immer wieder miteinander verwechselt oder Einzelheiten aus ihrem Leben und ihren Werken miteinander vermischt.
Philoxenos hielt sich eine Zeit lang in Sizilien am Hof des älteren Dionysios auf, der ihn aufgrund von Nachstellungen gegenüber Galatea, einer von Dionysios’ Geliebten, oder nach anderen Quellen wegen seiner freimütigen Kritik an den von Herrscher verfassten Gedichten, in die Steinbrüche steckte. Dafür verspottete er Dionysios in seinem berühmtesten Dithyrambus Kyklops oder Galathea, in dem er den sehbehinderten Dionysos als Kyklop, Galathea als Flötenspielerin und sich selbst als Odysseus darstellte.
Im späten 5. und frühen 4. Jahrhundert war Philoxenos mit seinen Dichterkollegen Timotheos von Milet, Telestes von Selenus und Polyidos ein Hauptvertreter der „Neuen Musik“, die durch den Bruch mit den traditionellen Formen der griechischen Musik dramatische Wirkungen erzielen wollte. Philoxenos’ Dithyramben waren wegen des originellen Ausdrucks und der Mannigfaltigkeit der Melodien berühmt, ihre Verfasser wurden gefeiert. Philoxenos errang noch im Jahr vor seinem Tod in Athen den Sieg bei einem Dichterfest, und Polybios beschrieb noch im 2. Jh. v. Chr., wie die Jungen in Arkadien die Lieder des Philoxenos und des Timotheos lernen. Zweihundert Jahre später begann Plutarch sein Werk De audiendis poetis mit einem Zitat von Philoxenos, er konnte offenbar davon ausgehen, dass seine Leserschaft den Dichter kannte. Bis heute sind von Philoxenos Teile des lyrischen Gedichtes Der Schmaus erhalten, dessen Inhalt einen komischen Kontrast gegen die traditionellen dorischen Rhythmen bildet.

## Ausgaben
- Theodor Bergk: Poetae lyrici graeci. 3 Bände. Band 1: Reichenbach, Leipzig 1843 Online PDF; 51,4 MB, Band 2: B. G. Teubner, Leipzig 1882 Online PDF; 25,5 MB, Band 3: B. G. Teubner, Leipzig 1882 Online PDF; 35,7 MB, alle abgerufen am 20. August 2013
- David A. Campbell: Greek Lyric. Bd. 5: The new school of poetry and anonymous songs and hymns (= The Loeb classical library Bd. 144). Harvard University Press, Cambridge (Mass.), 1993, ISBN 0-674-99559-7